# Oberá

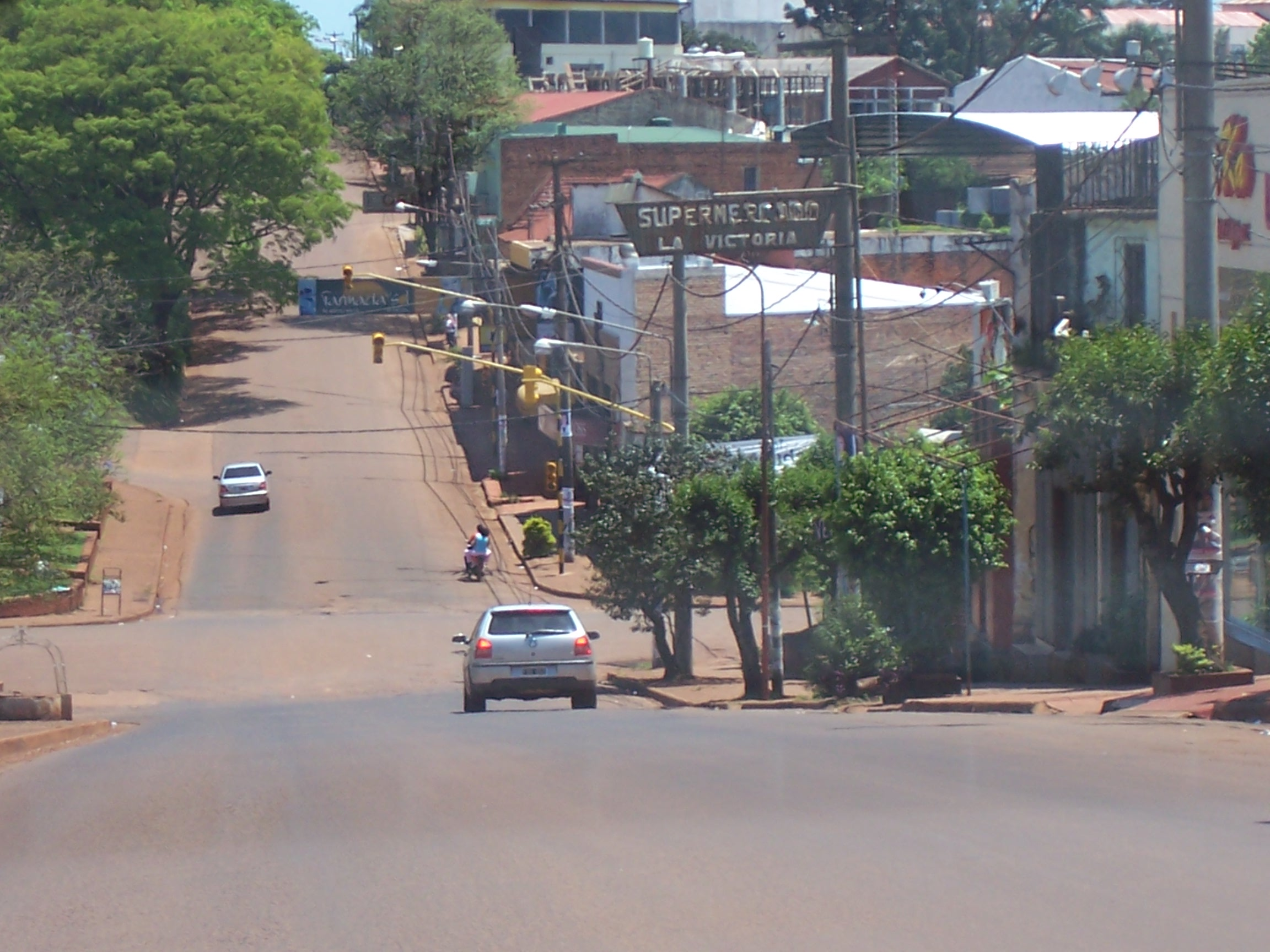
Gata i Oberá.

Oberá är en stad med drygt 65 000 invånare vid folkräkningen 2010 i provinsen Misiones i nordöstra Argentina. Av dessa uppskattas drygt 2 000 personer vara svenskättlingar. Staden Oberá ligger mitt mellan de stora floderna Uruguay och Paraná på den lilla landtungan, provinsen Misiones mellan Paraguay och Brasilien. Oberá ingår i den region i Argentina som brukar kallas Mesopotamia, landet mellan floderna.

## Bakgrund

### Geografiska och klimatologiska förhållanden
Staden ligger cirka 350 meter över havet med centrum på en ås som har ganska kraftiga sluttningar. Klimatet är subtropiskt med en årsmedeltemperatur på cirka +20°C. Varmast är januari med medeldagstemperatur på drygt +30°C, högsta temperatur nära +40°C, och kallast är juni–juli med +10°C i medeldagstemperatur och lägsta temperatur knappt –10°C. Nederbörden är mellan 150 och 250 mm fördelat på 6–8 dagar per månad, totalt cirka 2 300 mm per år. Den relativa luftfuktigheten är 70–80 procent. Växtligheten är lövskog.

### Samhället
Oberá fick officiellt stadsrättigheter den 9 juli 1928 och namnet sattes efter en berömd infödd hövding. Staden är multikulturell med mer än 15 samexisterande nationella eller etniska grupperingar som håller på sina seder och traditioner.
Det religiösa livet är välutvecklat med mer än 30 olika samfund med sina kyrkor från öst som väst och år 2009 etablerades ett eget romerskkatolskt biskopsdöme.

#### Migrantfestival
Oberá är i Argentina känt för sin nationella migrantfestival som hålls i början av september där invånare från nationaliteter och etniska grupper visar upp "sitt folks" seder och traditioner. För detta ändamål finns också mitt i staden Parque de las Naciones, där många av de etniska grupper som utgör befolkningen finns representerade med ett kulturhus, däribland även den svenskättade befolkningen gemensamt med övriga nordbor i Colectividad Nórdica.

### Utbildning och näringsliv
Oberá är regionalt centrum i provinsen för utbildning och kultur med möjligheter till studier vid högskolor eller universitet. Stadens ekonomi är baserad på industri samt jord- och skogsbruk; bland annat förädling av yerba till yerbate liksom vanligt te från lokala teplantager.

## Svenskbygden Oberá

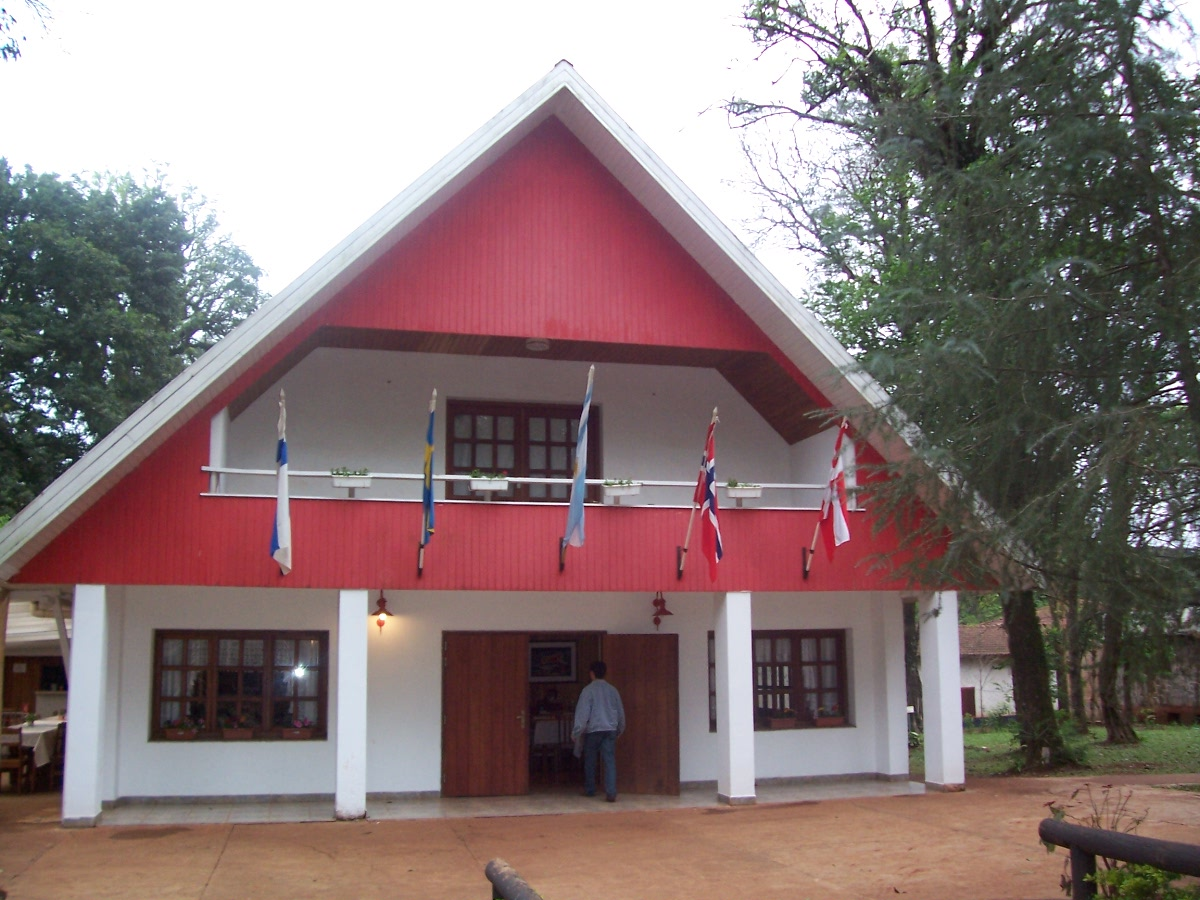
Nordiska huset i Oberá.

År 1902 tog sig några familjer över floden Uruguay till Bonpland, ett område som redan hade en finsk bosättning, och de följande åren flyttade ytterligare familjer över. Förhoppningen var att få utkomst från odling av yerbaträdet (Ilex paraguariensis) för framställning av ett te. Bonpland var emellertid stenigt och inte lämpat för yerbaodling. Omkring fyra mil därifrån fanns ett område som 1907 började mätas upp där det fanns vildväxande yerbaträd. Området fick namnet Yerbal viejo och med början 1913 började svenskarna flytta till området. Det fanns redan polacker, tyskar, ryssar m.fl. som snabbt börjat befolka området. Svenskarna koloniserade utefter ett vägstråk som kom att kallas Picada Sueca, och vid vägens norra del byggdes ett samhälle som fick namnet Villa Svea. Skandinaviska föreningen Svea stiftades den 1 augusti 1915 och i november samma år avvecklades Skandinaviska föreningen i Bonpland.
Under 1920- och 1930-talen ägde en fortlöpande invandring rum från olika nationaliteter till området och en tätort bildades, samtidigt som framför allt Bonplands betydelse minskade. År 1928 grundades staden Oberá, där flera stadsdelar har svenskklingande namn, men skandinaver var då i minoritet.

### Svenskättlingar 2015
År 1935 fanns i dessa trakter den största svenskkolonin i Sydamerika. Antalet svensktalande har sedan sjunkit från 1940-talets angivna 927 "svenskar" i Oberáområdet som resultat av integration och i takt med att de första generationernas svenskättlingar dör ut. Sommaren 2015 beräknades cirka 20 personer tala god svenska och en handfull kunde även skriva exempelvis brev på svenska.

### Skola
I oktober 1918 grundades den allmänna skolan Escuela Nacional No 84, men det var först 1922 som verksamheten kom igång. Allmänbildningen och kunskapsläget var vid denna tid dåliga bland de svenska kolonisterna. Jan Tullberg, som en tid tog hand om undervisningen, skriver: "Okunnigheten är så gränslöst stor att om jag skildrade några exempel tror jag knappast att Ni skulle fatta det". Den helsvenska undervisningen bedrevs fram till 1952 då den upphörde, och skolverksamheten har sedan utvecklats att omfatta från förskola till högskola, Instituto Privado Carlos Linneo (Carl von Linnéskolan) med cirka 1 500 elever 2015.

### Kyrka
År 1956 invigdes den svenska kyrkan Olaus Petri, en luthersk kyrka, som ligger i centrala Oberá. Ända fram till 1973 hölls predikan på svenska. Ett par gånger per år kan man fortfarande höra svensk predikan i kyrkan då en svensktalande präst kommer från São Paulo i Brasilien. I kyrkans regi ges ett informationshäfte, Budkavlen, ut som numera dock är skrivet helt på spanska.
Vid Villa Svea (Parque Svea) anlades tidigt en kyrkogård, Svenska kyrkogården, som 2015 finns kvar under namnet Cementerio "Sueco" de Oberá. Där gravsätts framför allt svenskättlingar och Sverigerelaterade personer fortfarande.